# Westerrönfeld
Westerrönfeld település Németországban, Schleswig-Holstein tartományban. Lakosainak száma 4986 fő (2023. december 31.).

## Népesség
A település népességének változása:
| Lakosok száma | 3405 | 5018 | 4997 | 4973 | 5026 | 4986 |
|               | 1975 | 2017 | 2019 | 2021 | 2022 | 2023 |